# Logique traditionnelle
En philosophie, certains
nomment logique traditionnelle celle qui a existé en Occident après Aristote et avant l'avènement de la logique mathématique moderne. Elle fut dominante en Europe depuis l'Antiquité jusqu'à la fin du XIXe siècle.

## Système d'Aristote
La logique d'Aristote est présentée dans six documents connus sous le nom d'Organon. Deux de ces documents, les Premiers Analytiques et De l'interprétation, contiennent l'étude des jugements et de l'inférence formelle et c'est cette partie des œuvres d'Aristote qui est passée à la postérité. L'étude contemporaine sur la logique d'Aristote a été initiée par Jan Łukasiewicz,, . Ensuite, l'approche de Jan Lukasiewicz a été approfondie au début des années 1970 par John Corcoran (en) et Timothy Smiley (en).

## Notions basiques

Le carré logique A-E-I-O

L'hypothèse fondamentale derrière la théorie, est que les propositions sont composées de deux termes - d'où le nom "théorie à deux termes" - et que le processus de raisonnement est à son tour construit à partir de propositions:
- Le terme quelque chose, comme «un homme», «un mortel», «une table» etc. (un terme n'est ni faux ni vrai)
- La proposition se compose de deux termes, dans lequel un terme (appelé prédicat) est «affirmée» ou «refusé» de l'autre (le «sujet»), et qui est capable de la vérité ou la fausseté. Une proposition peut être universelle ou particulière, et elle peut être affirmative ou négative. Traditionnellement, les quatre types de propositions sont les suivantes :
  - Type-A: Universel et affirmatif ( «Tout philosophe est mortel»)
  - Type-I: Particulier et affirmatif ( «Certains philosophes sont mortels»)
  - Type-E: Universel et négatif ( «Tout philosophe n'est pas immortel»)
  - Type-O: particulier et négatif ( «Certains philosophes ne sont pas immortels») Cela a été appelé le schéma quadruple des propositions, formant le carré logique aristotélicien.
- Le syllogisme est une inférence dans laquelle une proposition (appelée conclusion) se déduit de la nécessité de deux autres (appelées prémisses).

Dans un article de la Stanford Encyclopedia of Philosophy, "Le Carré Logique Traditionnel", Terence Parsons (en) explique:
Une préoccupation centrale de la tradition aristotélicienne dans la logique est la théorie du syllogisme catégorique. Telle est la théorie des arguments à deux prémisses dans lequel les prémisses et la conclusion partage trois termes entre eux. La théorie du syllogisme contraint en partie l'interprétation des formes. Par exemple, il détermine que la forme A a une portée existentielle, au moins si la forme I le fait. Pour l'un des modèles valides (Darapti) est :
- Tout C est B
- Tout C est A
- Donc certains A est B

Ceci est invalide si la forme A manque de portée existentielle, et est valide si elle a une portée existentielle. Il est considéré comme valide, et donc nous savons comment la forme A doit être interprété. On demande ensuite naturellement sur la forme de O; qu'est-ce que les syllogismes nous disent à ce sujet ? La réponse est qu'ils ne nous disent rien. En effet, Aristote n'a pas discuté des formes affaiblies de syllogismes, où l'on conclut une proposition particulière où l'on pouvait déjà conclure l'universel correspondant. Par exemple, il ne mentionne pas la forme:
- Aucun C est B
- Tout A est C
- Donc certains A ne sont pas B

Si les gens avaient soigneusement pris parti pour ou contre la validité de cette forme, ce serait clairement pertinent pour la compréhension de la forme O. Mais les formes affaiblies ont généralement été ignorés...
Une autre partie du sujet porte sur l'interprétation de la forme O. Les gens étaient intéressés par la discussion d'Aristote de la négation "infinie", qui est l'utilisation de la négation pour former un terme d'un terme au lieu d'une proposition d'une proposition. En logique, nous utilisons "non" à cet effet; nous faisons "non-cheval », ce qui est vrai pour les choses qui ne sont pas des chevaux. En latin médiéval « non » et « pas » sont le même mot, et la distinction nécessite des discussions spéciales. Il est devenu courant d'utiliser la négation infinie. Quelques écrivains au XIIe siècle et XIIIe siècles ont adopté un principe appelé la « conversion par contraposition ». Il précise que
- 'Tout S est P ' est équivalent à ' Tout non-P est non-S '

- «Certains S n'est pas P ' est équivalent à ' Certains non-P n'est pas non-S '

Malheureusement, ce principe (non approuvé par Aristote) est en conflit avec l'idée qu'il peut y avoir des termes vides ou universels. Car, dans le cas universel, il conduit directement à partir de la vérité:
- Chaque homme est un être

au mensonge:
- Chaque non-être est un non-homme

(Ce qui est faux, car l'affirmative universelle a une portée existentielle, et il n'y a pas non-êtres). Et dans le cas particulier, il mène de la vérité (rappelez-vous que la forme O n'a pas de portée existentielle):
- Une chimère n'est pas un homme

au mensonge:
- Un non-homme n'est pas une non-chimère

Ce sont des exemples de Jean Buridan, utilisés au quatorzième siècle pour montrer la nullité de la contraposition. Malheureusement, au temps de Buridan, le principe de contraposition avait été préconisé par un certain nombre d'auteurs. La doctrine est déjà présente dans plusieurs secteurs du XIIe siècle, et il est approuvé au XIIIe siècle par Pierre d'Espagne, dont le travail a été réédité depuis des siècles, par William Sherwood (en), et par Roger Bacon. Au XIVe siècle, les problèmes associés à contraposition semblent être bien connus, et les auteurs citent généralement le principe et notent qu'il n'est pas valable, mais qu'il devient valable avec une hypothèse supplémentaire : l'existence de choses qui tombent sous le terme de sujet.
— Terence Parsons, The Stanford Encyclopedia of philosophy